# Тіоне (супутник)
Тіоне (грец. Θυώνη) — супутник Юпітера, відомий також під назвою Юпітер XXIX. 

## Відкриття
Відкритий 11 грудня 2001 року групою астрономів з Гавайського університету під керівництвом Скотта Шеппарда. Отримав тимчасове значення S/2001 J 2 . У серпні 2003 року Міжнародний астрономічний союз присвоїв супутнику офіційну назву Тіоне на честь персонажа з грецької міфології .

## Орбіта
Супутник проходить повний оберт навколо Юпітера на відстані приблизно 20 940 000 км за 627,3 доби. Орбіта має ексцентриситет 0,229. Нахил ретроградної орбіти до локальної площини Лапласа 148,5°. Знаходиться у групі Ананке. 

## Фізичні характеристики
Діаметр Тіоне приблизно 4 кілометри. Оціночна густина 2,6 г/см³. Супутник складається переважно з силікатних порід. Дуже темна поверхня має альбедо 0,04. Зоряна величина дорівнює 22,3m..